# Сен Шамон (тенк)
Сен Шамон (фр. Char Saint Chamond) је био француски тенк из периода Првог свјетског рата. Први прототип се појавио 1916. а возило улази у употребу годину дана касније. Као и тенк Шнајдер, Сен Шамон је за основу имао пољопривредни трактор-гусјеничар Холт.
Посједовао је необичну трансмисију. Бензински мотор је покретао генератор, који је напајао струјом посебне електромоторе који су директно покретали гусјенице. Сматра се да је овај систем додао 5100 kg тежине возилу, што је његове лоше возне особине учинило још горим. Оклопљена структура се пружала испред и иза гусјеница, што је осигуравало заглављивање по лошем терену и блату Западног фронта.
Због лоших особина, борбени вијек му је био кратак, и посљедња акција им је била противнапад код Ремса у јулу 1918. Многи су модификовани у возила за снабдијевање. При крају рата, само 72 од 400 произведених је и даље било у употреби.